# Cap Corse

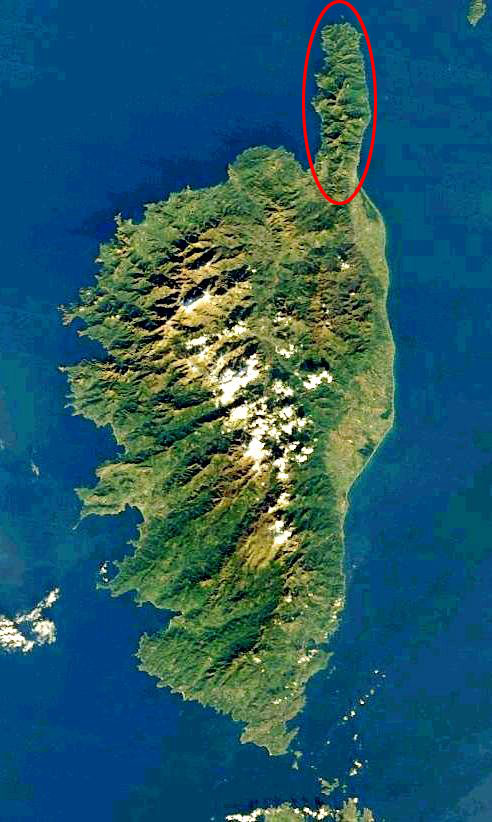
A félsziget elhelyezkedése

Cap Corse (korzikaiul: Capicorsu) egy félsziget Korzikán, Bastiától északra. A mintegy 40 kilométer hosszú, legszélesebb pontján is alig 10 kilométer széles földnyelv mutatóujjként nyúlik ki a szigetből északi irányban. Magas, erdővel borított hegyek fedik, a keleti völgyekben viszont mezőgazdasági művelésre alkalmas a szelídebb lankák vonulata.
A D80-as út körbejárja a félszigetet, bár nem jut el annak legészakibb pontjára. A part mentén a kis falvak sorra alakulnak át kellemes nyaralótelepekké.
A félszigeten található települések:
| - Olmeta-di-Capocorso - Nonza - Olcani - Ogliastro - Canari - Barrettali | - Pino - Morsiglia - Centuri - Ersa - Rogliano - Tomino | - Meria - Luri - Cagnano - Pietracorbara - Sisco - Brando |

## Külső hivatkozások
- A félsziget honlapja[halott link]